# Scopula undulataria
Scopula undulataria är en fjärilsart som beskrevs av Moore 1888. Scopula undulataria ingår i släktet Scopula och familjen mätare. Inga underarter finns listade.